# Зуунэговь
Зуунэговь (монг. Зүүнговь?, ᠵᠡᠭᠦᠩᠭ᠋ᠣᠪᠢ?) — сомон аймака Увс, в западной части Монголии.

## Описание
Площадь сомона составляет — 3,3 тыс. км². Население сомона около 3 300 человек. Центр сомона посёлок Зел находится в 1217 км от Улан-Батора, в 134 км от центрального города аймака Улаангом. Есть школа и больница. 

### Этнический состав
Большинство населения сомона составляют дербеты, баяты, хотоны и др.

### Климат
Климат резко континентальный. Ежегодные осадки 150—200, средняя температура января − 30°, средняя температура июля + 20°С. Много осадков выпадает летом в виде дождя, а весной и осенью в виде снега. Зимы достаточно сухие, с небольшими снегопадами.

### Флора и Фауна
Водятся корсаки, дикие коты, волки, лисы, косули.

### Рельеф
Рельеф сомона в основном представляет собой равнину покрытую песчаными барханами. Высота равнины составляет 900-1343 метров над уровнем моря. На территории сомона протекают реки Хангилцаг, Зел, Гурамсан, Нарийн.. 

### Полезные ресурсы
На территории сомона добывают сырье для строительной промышленности.